# I・A・L・ダイアモンド
I・A・L・ダイアモンド（I.A.L. Diamond, 本名: Iţec (Itzek) Domnici, 1920年6月27日 - 1988年4月21日）は、1940年代から1980年代にかけて活躍したアメリカ合衆国のコメディ脚本家。

## 人物
ルーマニアのヤシ県ベッサラビアにあるウンゲニ（現モルドバ）にて生まれた。ハリウッドでは "Iz"と知られ、イニシャルは "Interscholastic Algebra League"とのひっかけとしてもしられている。
9歳のころ、彼は家族に連れられてアメリカに移り、ブルックリン区のクラウンハイツに住んだ。それから彼は男子高で数学の才能を開花させ、1936年・37年に開催された州の数学オリンピックでは金メダルをいくつか獲得した。
1941年、彼はコロンビア大学の学部課程を修了した。彼はそこでジャーナリズムを学ぶ傍ら、"I.A.L. Diamond"名義で学生新聞Columbia Daily Spectatorで働いた。それからユーモアマガジン「ジェスター」の編集長と フィロレキシアン・ソサエティの一員をつとめ、毎年恒例のレビュー Varsity Showからの連作劇を一人で書いた。そのようなことから彼はコロンビアで学位を取るということをやめ、ハリウッドで活動することにした。
しばらくは短期契約で仕事を続け、パラマウント映画でも働いたが、クレジットに出されることがなく、ユニバーサル映画に移籍。 1944年長編映画の台本 Murder in the Blue Roomでクレジットされた。翌年商業的ヒットにあい、1946年、Never Say Goodbyeでしられるようになる。1951年から55年まで20世紀フォックスで働いていたが、独立したいと考え、退社。
1957年の映画『昼下りの情事』がきっかけで、ビリー・ワイルダーと共作を開始する。 ワイルダーと組んだヒット作には『お熱いのがお好き』、『アパートの鍵貸します』、『ワン・ツー・スリー』、『あなただけ今晩は』、『恋人よ帰れ!わが胸に』、『ねえ!キスしてよ』、『シャーロック・ホームズの冒険』などがあり、『アパートの鍵貸します』では、アカデミー賞脚本賞を受賞し、『恋人よ帰れ!わが胸に』もアカデミー賞にノミネートされた。これらの作品においては、『お熱いのがお好き』のジョーとジェリーや、『シャーロック・ホームズの冒険』のホームズとワトソンのように喧嘩しながらも仲の良いキャラクターがある。ダイアモンドの妻はワイルダーと自分の夫との関係を描いていると主張している。
1988年、カリフォルニア州ビバリーヒルズにて死去。

## 参加作品
※はアソシエイトプロデューサー兼任作
- Murder in the Blue Room (1944)
- 王子と運ちゃん Two Guys from Milwaukee (1946)
- Never Say Goodbye (1946)
- Love and Learn (1947)
- Always Together (1948)
- 洋上のロマンス Romance on the High Seas (1948) (補助ダイアログ)
- Two Guys from Texas (1948)
- 真夏の曲線美 The Girl from Jones Beach (1949)
- It's a Great Feeling (1949) (ストーリー)
- 恋愛アパート Love Nest (1951)
- 結婚しましょう Let's Make It Legal (1951)
- モンキー・ビジネス Monkey Business (1952)
- Something for the Birds (1952)
- すてきな気持 That Certain Feeling (1956)
- 昼下りの情事 Love in the Afternoon (1957)
- 僕はツイてる Merry Andrew (1958)
- お熱いのがお好き Some Like It Hot (1959) (screenplay)※
- アパートの鍵貸します The Apartment (1960) ※
- ワン・ツー・スリー One, Two, Three (1961) ※
- あなただけ今晩は Irma la Douce (1963) ※
- ねえ!キスしてよ Kiss Me, Stupid (1964)※
- 恋人よ帰れ!わが胸に The Fortune Cookie (1966)※
- サボテンの花 Cactus Flower (1969)
- シャーロック・ホームズの冒険 The Private Life of Sherlock Holmes (1970)※
- お熱い夜をあなたに Avanti! (1972)
- フロント・ページ The Front Page (1974)
- 悲愁 Fedora (1978)※
- 新・おかしな二人/バディ・バディ Buddy Buddy (1981)

## 受賞歴

### アカデミー賞
受賞
1961年 アカデミー脚本賞:『アパートの鍵貸します』
ノミネート
1960年 アカデミー脚色賞:『お熱いのがお好き』
1967年 アカデミー脚本賞:『恋人よ帰れ！我が胸に』

### ゴールデングローブ賞
ノミネート
1973年 脚本賞:『お熱い夜をあなたに』

### ニューヨーク映画批評家協会賞
受賞
1960年 脚本賞:『アパートの鍵貸します』